# Émile Labiche
Pour les articles homonymes, voir Labiche.
Émile Charles Didier Labiche est né le 25 novembre 1827 à Béville-le-Comte et mort à Paris le 8 avril 1922. Docteur en droit en 1852, il est avocat à la Cour d'appel, préfet d'Eure-et-Loir, sénateur et président du conseil général du même département.

## Biographie
Fils de Paul Émile Sébastien Labiche, avocat et notaire royal, conseiller général du canton d'Auneau, et de Françoise Alphonsine Doycre, il est issu d'une famille de notaires de père en fils installée à Béville-le-Comte depuis le début du XVIIe siècle. Il est le cousin de l'académicien Eugène Labiche.
Il est le secrétaire de Pierre Marie de Saint-Georges, ancien ministre de la justice et devient avocat au barreau de Paris. 
Le 5 septembre 1870, le gouvernement de la Défense nationale le nomme préfet d'Eure-et-Loir, il le demeure jusqu'en janvier 1871.

### Carrière et actions politiques

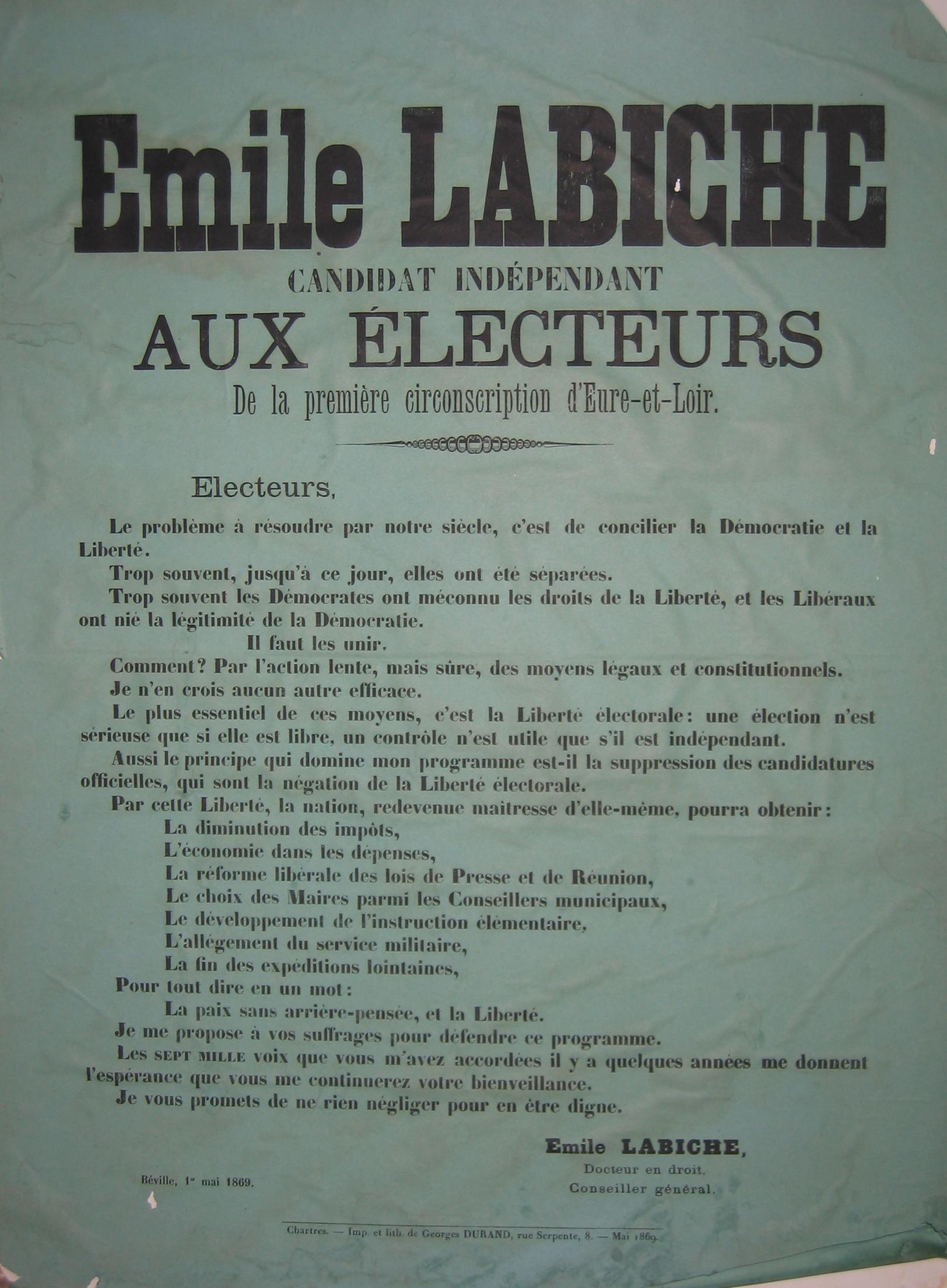
Affiche électorale d'Émile Labiche.

Libéral, il est élu pour la première fois au conseil général d'Eure-et-Loir en 1863 où il représente le canton d'Auneau, il siègera pendant 49 ans, en deviendra président le 23 octobre 1871 et le restera pendant 35 ans. Il ne se représente pas aux élections cantonales de 1913.
De 1863 à 1869, il se présente sans succès aux élections législatives.
Émile Labiche est élu consécutivement quatre fois sénateur du département d'Eure-et-Loir :
- Élu le 30 janvier 1876 ;
- Réélu le 25 janvier 1885 ;
- Réélu le 7 janvier 1894 ;
- Réélu le 4 janvier 1903.

Son dernier mandat prend fin le 6 janvier 1912. S'étant représenté à l'âge de 84 ans aux élections sénatoriales de 1912, il est battu par Gustave Lhopiteau, républicain de gauche.
L'affiche jointe à l'article (datée du 1er mai 1869) correspond à sa candidature aux élections législatives dans la première circonscription du département.
En 1871, il est nommé secrétaire général du ministère de l'intérieur.
- Le divorce

Le 8 juillet 1885, Émile Labiche présente un rapport fait au nom de la Commission chargée d'examiner le projet de loi sur la procédure en matière de divorce. Ce premier rapport est complété le 28 novembre de la même année par un rapport supplémentaire.
- La liberté de réunion

La loi sur la liberté de réunion est présentée au Sénat par Émile Labiche. Après modification du projet et retour à l'Assemblée nationale, le projet de loi est finalement signé par le président Jules Grévy le 30 juin 1881 avant d'être publié au Journal officiel du 1er juillet 1881.
- La publicité des séances des conseils municipaux

En 1884, Émile Labiche œuvre pour que les procès verbaux des conseils municipaux soient publiés. Il donne d'ailleurs le bien-fondé de cette action lors d'une séance au Sénat le 3 mars 1884.
En 1892, il crée avec ses amis la Société de secours et de patronage de l'arrondissement de Chartres.
En 1898, il est élu président de la Société d'horticulture de Chartres.

### Famille et vie privée

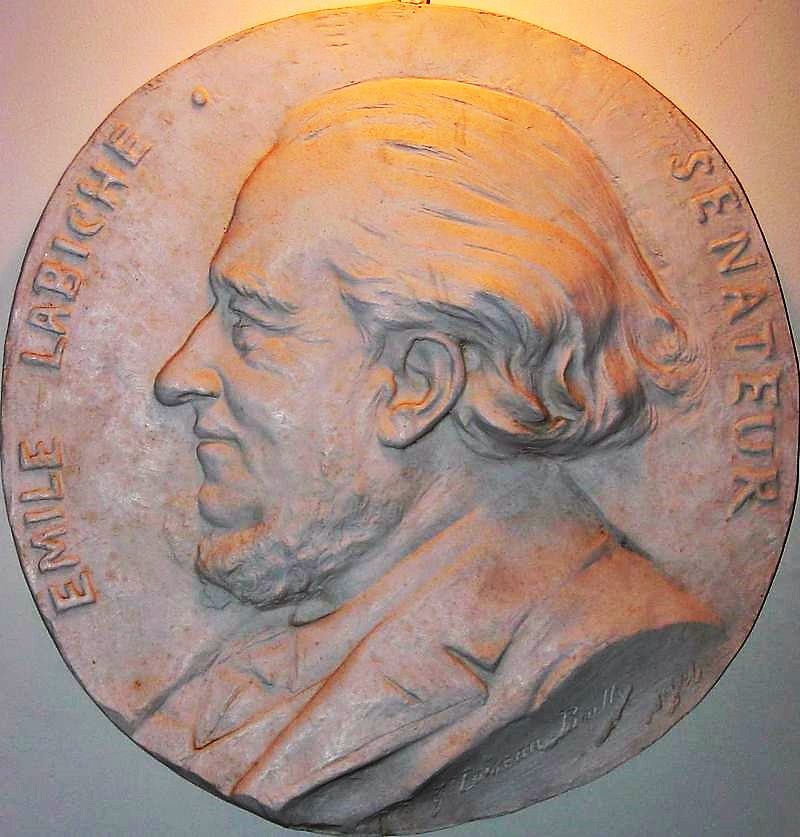
Médaille de sénateur.

Émile Labiche est apparenté à Jules Grévy, 3e président de la Troisième République, à la suite du mariage de sa fille Louise Françoise Thérèse Émilie Labiche avec Léon Grévy, neveu de Jules Grévy.
Sa petite-fille, Jeanne Grévy, épousa en 1908 Étienne Knell, avocat à la Cour d'appel.
Émile Labiche est également apparenté à Eugène Labiche : Marin Labiche (1606-1677), notaire royal à Béville-le-Comte de 1637 à 1664, est leur ancêtre commun.
Émile Labiche a résidé une grande partie de sa vie dans le village de sa famille où la maison familiale existe encore, rue Émile-Labiche.
Lors de ses séjours à Paris, Émile Labiche résidait à proximité immédiate du Sénat, rue Guynemer. Certains de ses descendants résident toujours à son ancien domicile.
Son épouse est morte en mars 1911 à Paris 28, rue du Luxembourg, devenue en 1918 la rue Guynemer, à l'âge de 73 ans.

## Sources
- « Émile Labiche », dans le Dictionnaire des parlementaires français (1889-1940), sous la direction de Jean Jolly, PUF, 1960 [détail de l’édition]